# Saison 1 de Nicky, Ricky, Dicky et Dawn
Chronologie
Saison 2
Cet article présente les épisodes de la première saison de la série télévisée américaine Nicky, Ricky, Dicky et Dawn diffusée du 13 septembre 2013 au 28 mars 2015 sur Nickelodeon.
En France, la première saison est diffusée du 23 février 2015 au 13 juin 2015 sur Nickelodeon France puis rediffusée sur Nickelodeon Teen.

## Distribution

### Acteurs principaux
- Aidan Gallagher (VF : Maia Baran) : Nicky Harper
- Casey Simpson (VF : Émilie Guillaume ) : Ricky Harper
- Mace Coronel (VF : Circé Lethem) : Dicky Harper
- Lizzy Greene (VF : Elsa Poisot) : Dawn Harper
- Allison Munn (VF : Maia Baran) : Anne Harper, la mère des quadruplés
- Brian Stepanek (VF : Sébastien Hébrant) : Tom Harper, le père des quadruplés
- Gabrielle Elyse : Josie
- Kyla-Drew Simmons (VF : Marie Van Ermengem) : Mae

### Acteurs récurrents
- Lincoln Melcher : Mack

## Épisodes

### Épisode 1:Esprit d'équipe
- États-Unis : 13 septembre 2014 sur Nickelodeon
- France : 23 février 2015 sur Nickelodeon France

- États-Unis : 1,60 million de téléspectateurs[1] (première diffusion)

- Shaun Brown : Kenny

### Épisode 2:Dawn déménage
- États-Unis : 20 septembre 2014 sur Nickelodeon
- France : 25 février 2015 sur Nickelodeon France

- États-Unis : 1,53 million de téléspectateurs[2] (première diffusion)

Kyla-Drew Simmons : Mae

### Épisode 3:Get Sporty-plus!
- États-Unis : 27 septembre 2014 sur Nickelodeon
- France : 24 février 2015 sur Nickelodeon France

- États-Unis : 1,54 million de téléspectateurs[3] (première diffusion)

- Aubrey Miller : Tess
- Mircea Monroe : Tiffany
- Andrew Bowen : Rod

### Épisode 4:Champs de cervelles
- États-Unis : 4 octobre 2014 sur Nickelodeon
- France : 27 février 2015 sur Nickelodeon France

- États-Unis : 1,79 million de téléspectateurs[4] (première diffusion)

- David Hoffman : Grizz Coyote

### Épisode 5:Une effrayante soirée
- États-Unis : 18 octobre 2014 sur Nickelodeon
- France : 4 mars 2015 sur Nickelodeon France

- États-Unis : 1,52 million de téléspectateurs[5] (première diffusion)

- Kyla-Drew Simmons : Mae
- Lincoln Melcher : Mack
- Storm Reid : Scarlett

### Épisode 6:Qui commande la télécommande?
- États-Unis : 1er novembre 2014 sur Nickelodeon
- France : 26 février 2015 sur Nickelodeon France

- États-Unis : 2,36 millions de téléspectateurs[6] (première diffusion)

### Épisode 7:Le voyage
- États-Unis : 8 novembre 2014 sur Nickelodeon
- France : 13 juin 2015 sur Nickelodeon France

- États-Unis : 1,66 million de téléspectateurs[7] (première diffusion)

### Épisode 8:Tu peux compter sur moi
- États-Unis : 15 novembre 2014 sur Nickelodeon
- France : 3 mars 2015 sur Nickelodeon

- États-Unis : 2,09 millions de téléspectateurs[8] (première diffusion)

### Épisode 9:L'histoire de Gary-Chip-Mini-Elvis-P'tites-Pattes-Molles
- États-Unis : 22 novembre 2014 sur Nickelodeon
- France : 2 mars 2015 sur Nickelodeon France

- États-Unis : 1,90 million de téléspectateurs[9] (première diffusion)

- Sheryl Lee Ralph : Mme Eleanor Dumont
- Danielle Morrow : Veronica Miller

### Épisode 10:Les petits quadlutins du Père Noël
- États-Unis : 29 novembre 2014 sur Nickelodeon
- France : 21 mai 2015 sur Nickelodeon France

- États-Unis : 2,24 millions de téléspectateurs[10] (première diffusion)

### Épisode 11:Le quad-parrain
- États-Unis : 10 janvier 2015 sur Nickelodeon
- France : 18 mai 2015 sur Nickelodeon France

- États-Unis : 1,55 million de téléspectateurs[11] (première diffusion)

- Kyla-Drew Simmons : Mae

### Épisode 12:Le Quad-Cours
- États-Unis : 24 janvier 2015 sur Nickelodeon
- France : 18 mai 2015 sur Nickelodeon France

- États-Unis : 1,72 million de téléspectateurs[12] (première diffusion)

- Alex Morgan : lui-même
- Bob Pflugfelder : Pr Bob (lui-même)

### Épisode 13:Le secret
- États-Unis : 31 janvier 2015 sur Nickelodeon
- France : 26 mai 2015 sur Nickelodeon France

- États-Unis : 1,50 million de téléspectateurs[13] (première diffusion)

- Tom Kenny : Mike le perroquet ( Voix original)
- Lincoln Melcher : Mack

### Épisode 14:Prends l'argent
- États-Unis : 7 février 2015 sur Nickelodeon
- France : 20 mai 2015 sur Nickelodeon France

- États-Unis : 1,47 million de téléspectateurs[14] (première diffusion)

- Kyla-Drew Simmons : Mae
- McKaley Miller : Emily
- Maitlyn Pezzo : Indra

### Épisode 15:La Saint Valentimbre
- États-Unis : 14 février 2015 sur Nickelodeon
- France : 28 mai 2015 sur Nickelodeon France

- États-Unis : 1,80 million de téléspectateurs[15] (première diffusion)

- Kyla-Drew Simmons : Mae

### Épisode 16:Dawn et les trois petits cochons
- États-Unis : 28 février 2015 sur Nickelodeon
- France : 27 mai 2015 sur Nickelodeon France

- États-Unis : 2,09 millions de téléspectateurs[16] (première diffusion)

- Lincoln Melcher : Mack
- Ian Reed Kesler : Mr Williams
- Maitlyn Pezzo : Indra

### Épisode 17:La guerre des babysitters
- États-Unis : 7 mars 2015 sur Nickelodeon
- France : 19 mai 2015 sur Nickelodeon France

- États-Unis : 1,60 million de téléspectateurs[17] (première diffusion)

- Lauri Johnson : Tanya
- Chiara Aurelia : Denise

### Épisode 18:Visite médicale
- États-Unis : 14 mars 2015 sur Nickelodeon
- France : 29 mai 2015 sur Nickelodeon France

- États-Unis : 1,78 million de téléspectateurs[18] (première diffusion)

- Mark Adair-Rios : Dr Miller
- Mary Passeri : Andrea

### Épisode 19:Abraquadabra
- États-Unis : 21 mars 2015 sur Nickelodeon
- France : 1er juin 2015 sur Nickelodeon France

- États-Unis : 1,43 million de téléspectateurs[19] (première diffusion)

Marcelo Tubert : le magicien Androoni

### Épisode 20:Une affaire de familles
- États-Unis : 24 mars 2015 sur Nickelodeon
- France : 22 mai 2015 sur Nickelodeon France

- États-Unis : 1,75 million de téléspectateurs[20] (première diffusion)

- Kurt Long : Phil Milbank
- Janelle Marra : Bonnie Milbank